# Markbackarna
Markbackarna är ett naturreservat i Torsby kommun i Värmlands län.
Området är naturskyddat sedan 2005 och är 78 hektar stort. Reservatet omfattar våtmarker och en sydvästsluttning ner mot denna. Reservatet består av barrskog och sumpskog. 